# گریگور پتروس آقاجانیان
گریگور پتروس آقاجانیان (فرانسوی: Grégoire-Pierre‎; ۱۸ سپتامبر ۱۸۹۵ – ۱۶ مهٔ ۱۹۷۱) یک کشیش ارمنی‌تبار اهل گرجستان بود.